# Sbarco su Capo Torokina
Lo sbarco su Capo Torokina (nome in codice: operazione Goodtime) segnò l'inizio della campagna di Bougainville, parte del Teatro del Pacifico. Il 1º novembre 1943 cominciarono gli sbarchi anfibi di truppe dei marines su Capo Torokina, promontorio situato a sud-est nella baia dell'imperatrice Augusta.

## Lo sbarco
Il luogo fu scelto perché la zona della baia era al limite estremo del raggio d'azione degli aerei Alleati, e perché le numericamente superiori forze giapponesi erano concentrate in zone più strategiche, a nord e a sud dell'isola. Alle 7:10, il 3° e il 9º battaglione della 3rd Marine Divisione approcciarono Capo Torokina lungo un fronte di oltre 7 km. A causa del rischio di un immediato contrattacco aereo giapponese, i 7 500 marines della prima ondata sbarcarono alle 7:30. I marines riuscirono a mettere in sicurezza l'area di sbarco alle 11:00, perdendo 78 uomini, mentre il battaglione giapponese composto da 270 soldati fu quasi annientato.
Dei Marine Riders riuscirono a conquistare anche la vicina Puruata.
Durante la battaglia, il sergente Robert A. Owens riuscì da solo e a costo della vita a conquistare l'unica postazione di artiglieria giapponese, che fino a quel momento aveva distrutto quattro mezzi da sbarco e danneggiato altri dieci. Fu insignito postumo della Medal of Honor, la più alta decorazione militare assegnata dal Governo degli Stati Uniti d'America.
Nello stesso giorno la flotta di supporto alle forze di sbarco fu attaccata da navi giapponesi, dando luogo alla battaglia della baia dell'imperatrice Augusta.